# Un amour impossible
Un amour impossible je francouzský hraný film z roku 2018, který režírovala Catherine Corsini jako adaptaci stejnojmenného románu Christine Angot. Snímek měl světovou premiéru na filmovém festivalu v Angoulême dne 26. srpna 2018.

## Děj
Philippe pochází z bohaté rodiny, Rachel je zaměstnankyně úřadu sociálního zabezpečení v Châteauroux. Na konci 50. let 20. století se potkají a mají dítě Chantal, které její otec odmítá uznat, a které vídá čím dál méně, stejně jako jeho matku. Philippe se ožení a založí rodinu. Rachel žije sama se svou dcerou, postupně fascinována tímto kultivovaným otcem, aniž by viděla jeho cynismus nebo amorálnost.

## Obsazení
| Virginie Efira   | Rachel Steiner  |
| Niels Schneider  | Philippe Arnold |
| Jehnny Beth      | Chantal         |
| Iliana Zabeth    | Gaby Schwartz   |
| Coralie Russier  | Nicole          |
| Gaël Kamilindi   | Franck          |
| Simon Bakhouche  | Alain           |
| Catherine Morlot | babička         |
| Pierre Salvadori | lékař           |
| Didier Sandre    | Philippův otec  |
| Christine Angot  | vypravěčka      |

## Ocenění
- César: nominace v kategoriích nejlepší herečka (Virginie Efira), nejslibnější herečka (Jehnny Beth), nejlepší adaptace (Catherine Corsini a Laurette Polmanss) a nejlepší filmová hudba (Grégoire Hetzel)